# Hemmelig afstemning
Hemmelig afstemning (eller hemmeligt valg) er et fundament for demokrati. Det sker for at beskytte mod intimidering af vælgeren (ved afsløring af den afgivne stemme) og for at undgå køb af stemmer (Køberen vil ikke kunne vide om sælgeren reelt stemmer anderledes).
Et eksempel på en hemmelig afstemningsmetode er ballotering.

## Danmark
I Danmark ses hemmelige afstemninger ved Folketingsvalg, kommunalvalg og regionsrådsvalg. Også til menighedsrådsvalg er der hemmelig afstemning (dog med undtagelse af 2008-valget, hvor vælgerne havde mulighed for at brevstemme med digital signatur, hvorved hemmeligheden ikke kan garanteres). I foreninger ses ofte muligheden for at der kræves hemmelige valg.
Danmark indførte hemmelige valg i 1901. At valg af Folketingets medlemmer foregår ved hemmelige valg, fremgår også direkte af Grundlovens § 31, stk. 1.